# محمد الفاتح (كتاب)
النسر الكبير محمد الفاتح صاحب البشارة النبوية هو كتاب للكاتب المصري رمزي المنياوي، يتحدث الكاتب أولاً عن السلاطين العثمانيين من عثمان بن أرطغرل إلى محمد الفاتح، بعد توطئة عامة عن الأتراك في عهد الخلافة الراشدة وجهادهم في بلاد الأرمن، ثم في عهد الدولة العباسية وتوليهم المناصب القيادية في عهد المعتصم بالله، ثم في عهد الدولة السلجوقية وعن أبرز حكامها مثل: ألب أرسلان ومعاركها الفاصلة مثل: معركة ملاذكرد، ثم ينتقل الكاتب إلى التحدث عن مولد وطفولة محمد الفاتح، واصفاً شخصية والده مراد الثاني، يتحدث بعدها عن مُدرسِيه مثل: آق شمس الدين وأحمد الكوراني.
يصف لنا الكاتب بعدذلك قصة فتح القسطنطينية بالتفصيل، مبرزاالمصاعب اللتي واجهت الجيش العثماني، ثم يعرج على تحقيق الفاتح لِبشارة الرسول صلى الله عليه وسلم، وبعد ذلك يتحدث عن المشروع الحضاري للفاتح وتحويل آيا صوفيا إلى مسجد، ويتحدث عن فتوحاته الأخرى، وفي النهاية يصف لنا قصة مقتله على يد طبيبه الخائن (يعقوب).

## عن الكتاب
الكتاب من تأليف رمزي المنياوي، والناشر له دار الكتاب العربي.

## انتقادات للكتاب
يوجه بعض القُراء الانتقادات للكتاب على أن الكاتب كرر الكثير من النصوص أكثر من مرة.

## إنظر أيضاً
- إعادة إستكشاف العثمانيين (كتاب)
- مصطفى كمال أتاتورك (كتاب)